# Agent USA
Agent USA is een Amerikaans educatief computerspel dat werd ontwikkeld door Tom Snyder Productions en uitgebracht door Scholastic. Het spel kwam in 1984 uit voor de Apple II en de Atari (8 bit). 
Het spel leert de spelers over Amerikaanse grote steden en de hoofdsteden van de staten. Daartoe moet Agent USA, de hoofdpersoon van het spel, door heel Amerika reizen om kristallen te verzamelen waarmee hij een gemuteerd televisietoestel kan verslaan.

## Platforms
| Jaar | Platform                |
| ---- | ----------------------- |
| 1984 | Apple II, Atari 8-bit   |
| 1985 | Commodore 64, PC Booter |

## Trivia
- De beveiliging van het spel bestond uit een controle of sector 0 schrijfbaar was. Dit is bij een diskette uit de fabriek altijd het geval.